# Julio de España Moya
Julio Francisco de España Moya (Alicante, 2 de febrero de 1947) es un médico y político español, senador designado por las Cortes Valencianas.

## Biografía
Es hijo del médico Julio de España Carretero y de Ana María Moya García.
Estudió en el colegio de las Carmelitas de Alicante y en el colegio de los Salesianos.
Licenciado en Medicina y Cirugía, especializado en Medicina Interna y Gastroenterología, por la Universidad de Valencia. Ha trabajado como médico especialista adjunto en el Hospital General de Alicante y fue presidente del Sindicato Libre de Médicos.
Militante del Partido Popular desde 1990 de la mano de Eduardo Zaplana, fue concejal del Ayuntamiento de Alicante entre (1991-2003), diputado provincial en la Diputación de Alicante (1993-2003) y Presidente de la misma entre 1995 y 2003. También fue elegido diputado al Congreso por la circunscripción electoral de la provincia de Alicante en las elecciones generales de 1993, pero dimitió al poco tiempo y fue sustituido por Francisco Vicente Murcia Barceló. En las elecciones a las Cortes Valencianas de 2003 fue elegido diputado, ocupando la Presidencia de las Cortes Valencianas hasta 2007. Desde este año es senador por la Cortes Valencianas, habiendo renovado su mandato en 2008 y 2011.
En 2015 abandonó la política activa para dedicarse a la medicina.En 2023 dos mujeres que habían acudido a su consulta de digestólogo en una clínica, en la que supuestamente fueron practicados sendos tactos rectales, pidieron investigar al médico, por lo que fue procesado en 2024 en el Juzgado de Instrucción 3 de Alicante.
| Predecesor: Eduardo Zaplana       | Presidente del Partido Popular de Alicante 1993-2004         | Sucesor: José Joaquín Ripoll Serrano |
| Predecesor: Antonio Mira-Perceval | Presidente de la Diputación Provincial de Alicante 1995-2003 | Sucesor: José Joaquín Ripoll Serrano |
| Predecesor: Marcela Miró          | Presidente de las Cortes Valencianas 2003-2007               | Sucesor: Milagrosa Martínez          |